# Bania (Pasmo Lubomira i Łysiny)
Bania (611 m) – szczyt w Paśmie Lubomira i Łysiny. Zlokalizowany jest w bocznym grzbiecie, który odgałęzia się ze zwornika położonego w rejonie polany Nad Nowinami i opada w południowo-zachodnim kierunku do doliny Raby. Grzbiet ten oddziela dolinę potoku Krzywianka od doliny Suszanki.
Wierzchołek Bani jest zalesiony, ale południowe i wschodnie stoki są bezleśne, zajęte przez pola uprawne i zabudowania należących do Pcimia przysiółków Bania i Pietry. Zarastające polany znajdują się również na grzbiecie po północnej stronie Bani i w dolnej części stoków północno-zachodnich. Nazwa wierzchołka wskazuje, że kiedyś prowadzono tutaj jakieś prace górnicze, baniami dawniej nazywano bowiem kopalnie kruszców lub rud.